# Villalba de los Barros
Villalba de los Barros è un comune spagnolo di 1 672 abitanti situato nella comunità autonoma dell'Estremadura, comarca Tierra de Barros.